# Liste der Mitglieder der Badischen Ständeversammlung 1845 bis 1846
Diese Liste umfasst die Mitglieder der Ständeversammlung des Großherzogtums Baden für die Sessionen der ersten Abteilung des 12. ordentlichen Landtags. Vom 25. November 1845 bis zum 9. Februar 1846 fanden drei Sitzungen der Ersten Kammer und 26 Sitzungen der Zweiten Kammer statt. Danach wurde der 12. Landtag (I. Abteilung) aufgelöst. Die Wiedereröffnung des  12. Landtags (II. Abteilung) fand in veränderter Zusammensetzung am 4. Mai 1846 statt.

## Präsidium der Ersten Kammer
Präsident: Markgraf Wilhelm von Baden 

Vizepräsident: Fürst Karl Egon zu Fürstenberg 

2. Vizepräsident: Staatsrat Anton Wolff

## Mitglieder der Ersten Kammer

### Prinzen des Hauses Baden
- Erbgroßherzog Ludwig von Baden (war nie anwesend)
- Markgraf Wilhelm von Baden
- Markgraf Maximilian von Baden

### Standesherren
- Fürst Karl Egon zu Fürstenberg
- Fürst Karl zu Leiningen (war nie anwesend)
- Fürst Erwein von der Leyen (war nie anwesend)
- Fürst Georg zu Löwenstein-Wertheim-Freudenberg (war nie anwesend)
- Fürst Karl Friedrich zu Löwenstein-Wertheim-Freudenberg (war nie anwesend)
- Fürst Karl zu Löwenstein-Wertheim-Rosenberg (war nie anwesend)
- Graf Karl Theodor zu Leiningen-Billigheim (war nie anwesend)
- Graf August Clemens zu Leiningen-Neudenau (war nie anwesend)

### Vertreter der katholischen Kirche
- Hermann von Vicari,[1] Erzbischof von Freiburg (war nie anwesend)

### Vertreter der evangelischen Landeskirche
- Ludwig Hüffell,[1] Prälat der Evangelischen Landeskirche

### Vertreter des grundherrlichen Adels

#### Oberhalb der Murg
- Freiherr Rudolf von Berckheim, der Jüngere
- Freiherr Adolf von Neveu
- Freiherr Konstantin von Roggenbach, Oberst
- Johann von Türckheim, Staatsminister

#### Unterhalb der Murg
- Freiherr Karl von Göler, der Ältere
- Freiherr Franz von Kettner, Forstmeister
- Freiherr Wilhelm Ludwig von La Roche Edler Herr von Starkenfels, Major
- Freiherr Karl Rüdt von Collenberg-Bödigheim

### Vertreter der Landesuniversitäten
- Karl Ludwig Beger, Hofdomänenkammerdirektor, Vertreter der Universität Heidelberg
- Vertreter der Universität Freiburg (vakant)

### Vom Großherzog ernannte Mitglieder
- Freiherr Carl von Lassolaye, Generalmajor
- Anton Wolff, Staatsrat
- Johann Andreas Schippel, Präsident der Oberrechnungskammer
- Friedrich Adolf Klüber, Geheimrat
- Friedrich Vogel, Geheimer Kriegsrat
- Freiherr Ludwig von Fischer, Generalmajor
- Freiherr Ernst von Göler, Hofmarschall
- Freiherr Wilhelm Ludwig von Gemmingen, Oberstforstrat

## Präsidium der Zweiten Kammer
Präsident: Johann Baptist Bekk 

Vizepräsidenten:  Johann Baptist Bader, Johann Michael Ignaz Rindenschwender

## Die gewählten Abgeordneten der Zweiten Kammer

### Stadtwahlbezirke
| Wahlbezirk | Bezeichnung des Wahlbezirks     | Name des Abgeordneten                                                              |
| ---------- | ------------------------------- | ---------------------------------------------------------------------------------- |
| S1         | Wahlbezirk der Stadt Überlingen | Abegg                                                                              |
| S2         | Wahlbezirk der Stadt Konstanz   | Karl Mathy                                                                         |
| S3         | Wahlbezirk der Stadt Freiburg   | Franz Hägelin                                                                      |
| S3         | Wahlbezirk der Stadt Freiburg   | Franz Xaver Litschgi                                                               |
| S4         | Wahlbezirk der Stadt Lahr       | Rudolf Baum                                                                        |
| S4         | Wahlbezirk der Stadt Lahr       | Alexander von Soiron                                                               |
| S5         | Wahlbezirk der Stadt Offenburg  | Landolin Löffler                                                                   |
| S6         | Wahlbezirk der Stadt Rastatt    | Franz Christian Karl Müller                                                        |
| S7         | Wahlbezirk der Stadt Baden      | Josef Jörger                                                                       |
| S8         | Wahlbezirk der Stadt Karlsruhe  | Maximilian Goll                                                                    |
| S8         | Wahlbezirk der Stadt Karlsruhe  | Albert Knittel                                                                     |
| S8         | Wahlbezirk der Stadt Karlsruhe  | Christof Franz Trefurt                                                             |
| S9         | Wahlbezirk der Stadt Durlach    | Carl Baumgärtner                                                                   |
| S10        | Wahlbezirk der Stadt Pforzheim  | August Dennig                                                                      |
| S10        | Wahlbezirk der Stadt Pforzheim  | Wilhelm Lenz                                                                       |
| S11        | Wahlbezirk der Stadt Bruchsal   | Josef Adam Schmidt                                                                 |
| S12        | Wahlbezirk der Stadt Mannheim   | Friedrich Daniel Bassermann                                                        |
| S12        | Wahlbezirk der Stadt Mannheim   | Christian Wilhelm Gerbel bis 1845. Das Mandat übernimmt → Lorenz Brentano          |
| S12        | Wahlbezirk der Stadt Mannheim   | Lorenz Brentano seit 1846 Nachfolger für den ausgeschiedenen Abgeordneten → Gerbel |
| S12        | Wahlbezirk der Stadt Mannheim   | Ernst Ludwig Weller                                                                |
| S13        | Wahlbezirk der Stadt Heidelberg | Friedrich Bissing                                                                  |
| S13        | Wahlbezirk der Stadt Heidelberg | Josef Ignaz Peter                                                                  |
| S14        | Wahlbezirk der Stadt Wertheim   | Christian Friedrich Platz                                                          |

### Ämterwahlbezirke
| Wahlbezirk | Bezeichnung des Wahlbezirks                                                              | Name des Abgeordneten                  |
| ---------- | ---------------------------------------------------------------------------------------- | -------------------------------------- |
| A1         | Wahlbezirk der Ämter Meersburg, Salem, Pfullendorf und Überlingen                        | Johann Baptist Bekk                    |
| A2         | Wahlbezirk der Ämter Radolfzell, Blumenfeld und Konstanz                                 | Johann Baptist Bader                   |
| A3         | Wahlbezirk der Ämter Stockach, Meßkirch und Engen                                        | Sebastian Straub                       |
| A4         | Wahlbezirk der Ämter Blumberg, Stühlingen, Bonndorf, Löffingen und Neustadt              | Karl Theodor Welcker                   |
| A5         | Wahlbezirk der Ämter Villingen und Hüfingen                                              | Ferdinand Welte                        |
| A6         | Wahlbezirk der Ämter Tiengen, Jestetten, St. Blasien und Waldshut                        | Franz Peter Buhl                       |
| A7         | Wahlbezirk der Ämter Säckingen, Laufenburg und Schönau                                   | Ernst Friedrich Gottschalk             |
| A8         | Wahlbezirk der Ämter Schopfheim und Kandern                                              | Carl Mez                               |
| A9         | Wahlbezirk des Amtes Lörrach                                                             | Johann Georg Grether                   |
| A10        | Wahlbezirk des Amtes Müllheim                                                            | Nicolaus Blankenhorn-Krafft            |
| A11        | Wahlbezirk der Ämter Staufen und Heitersheim                                             | Josef Anton Martin                     |
| A12        | Wahlbezirk des Amtes Altbreisach mit zum Stadtamt Freiburg zugehörigen Landorten         | Michael Binz                           |
| A13        | Wahlbezirk des Landamtes Freiburg (I) und des Amtes St. Peter                            | Alois Mayer                            |
| A14        | Wahlbezirk des Landamtes Freiburg (II) und der Ämter Waldkirch und Elzach                | Christian Reichenbach                  |
| A15        | Wahlbezirk des Amtes Emmendingen                                                         | Karl Helbing                           |
| A16        | Wahlbezirk der Ämter Endingen und Kenzingen                                              | Anton Nombride                         |
| A17        | Wahlbezirk der Ämter Triberg, Hornberg, Wolfach und Haslach                              | Johann Michael Ignaz Rindenschwender   |
| A18        | Wahlbezirk des Amtes Ettenheim                                                           | Karl Zittel                            |
| A19        | Wahlbezirk des Amtes Lahr                                                                | Philipp Lichtenauer                    |
| A20        | Wahlbezirk des Amtes Offenburg mit Teilen des Amtes Appenweier                           | Johann Georg Krämer                    |
| A21        | Wahlbezirk der Ämter Gengenbach und Oberkirch mit Teilen des Amtes Appenweier            | Karl Hundt                             |
| A22        | Wahlbezirk der Ämter Rheinbischofsheim und Kork                                          | Jakob Dörr                             |
| A23        | Wahlbezirk der Ämter Achern und Bühl                                                     | Franz Josef Richter                    |
| A24        | Wahlbezirk der Ämter Ettlingen und Rastatt                                               | Johann Adam von Itzstein               |
| A25        | Wahlbezirk der Ämter Baden, Gernsbach und Steinbach                                      | Franz Xaver Rothermel                  |
| A26        | Wahlbezirk des Landamtes Karlsruhe mit Teilen des Landamtes Bruchsal                     | Karl Friedrich Stockhorner von Starein |
| A27        | Wahlbezirk der Ämter Durlach und Stein                                                   | Gustav Adolf Bleidorn                  |
| A28        | Wahlbezirk des Amtes Pforzheim                                                           | Anton Valentin Hermann                 |
| A29        | Wahlbezirk des Amtes Bruchsal mit Teilen des Amtes Eppingen                              | Jakob Wilhelm Speyerer                 |
| A30        | Wahlbezirk des Amtes Bretten mit Teilen des Amtes Eppingen                               | Franz Anton Regenauer                  |
| A31        | Wahlbezirk der Ämter Philippsburg und Schwetzingen                                       | Friedrich Christian Rettig             |
| A32        | Wahlbezirk der Ämter Wiesloch und Neckargmünd                                            | Karl Junghanns                         |
| A33        | Wahlbezirk des Amtes Sinsheim mit Teilen des Amtes Eppingen                              | Gideon Weizel                          |
| A34        | Wahlbezirk des Amtes Heidelberg                                                          | Johann Christian Metzger               |
| A35        | Wahlbezirk der Ämter Ladenburg und Weinheim                                              | Friedrich Karl Franz Hecker            |
| A36        | Wahlbezirk des Amtes Neckarbischofsheim mit Teilen des Amtes Mosbach (links des Neckars) | Gottlieb Friedrich Lang                |
| A37        | Wahlbezirk des Amtes Eberbach mit Teilen des Amtes Mosbach (rechts des Neckars)          | Friedrich Theodor Schaaf               |
| A38        | Wahlbezirk der Ämter Buchen und Osterburken                                              | Franz Burkardt Fauth                   |
| A39        | Wahlbezirk des Amtes Boxberg                                                             | Philipp Ludwig Seltzam                 |
| A40        | Wahlbezirk der Ämter Tauberbischofsheim und Gerlachsheim                                 | Alban Alois Leiblein                   |
| A41        | Wahlbezirk der Ämter Wertheim und Walldürn                                               | Vollrath Vogelmann                     |

## Belege und Anmerkungen
1. 1 2 3 4 5 6 7  Dieser Mandatsträger ist in den amtlich veröffentlichten Abgeordnetenlisten als promovierter Akademiker ausgewiesen, d. h. dort üblicherweise mit einem vor dem Namen stehenden Doktor-Grad verzeichnet
2. 1 2  Bis 1931 hieß die Stadt Baden-Baden nur Baden.
3. ↑  Im Landtagshandbuch von Adolf Roth und Paul Thorbecke (siehe Literaturliste) steht für den Wahlbezirk der Ämter Baden, Gernsbach und Steinbach auf Seite 286 fälschlich Adolf Sander als Abgeordneter des 12. ordentlichen Landtags, der in der Arbeit von Hans-Peter Becht jedoch nur bis 1842 dem Wahlkreis zugewiesen ist (siehe Hans-Peter Becht S. 492, wobei Becht mit dem 11. Landtag gemäß seiner Definition auf S. 509 die zweite Abteilung des 10. Landtags traditioneller Zählung bezeichnet). Auf Seite 347 im alphabetischen Gesamtverzeichnis der Abgeordneten des Handbuchs von Roth und Thorbecke wird der Hofgerichtsrat Franz Xaver Rothermel als Abgeordneter des Wahlbezirks A25 genannt. Da das alphabetische Gesamtverzeichnis des Handbuchs von 1907 zwar pro Abgeordneter den Wahlbezirk, nicht jedoch den Zeitraum der Zugehörigkeit zur Zweiten Kammer nennt, bleibt nur mit Hilfe dieses Handbuchs unklar, wie die Inkonsistenz zu erklären ist, dass Franz Xaver Rothermel zwar im alphabetischen Gesamtverzeichnis für den Wahlbezirk A25 auftaucht, nicht jedoch im chronologischen Verzeichnis auf Seite 286! Die Multimedia CD-ROM: Für Freiheit und Demokratie. Badische Parlamentsgeschichte 1818 – 1933 klärt den Sachverhalt für Franz Xaver Rothermel auf: „Abgeordneter des 25. Ämterwahlbezirks (Baden-Baden) 1843-1846“